# Ciclo del mercurio
El ciclo del mercurio es un ciclo bioquímico que involucra al mercurio, el único metal que se encuentra en estado líquido a temperatura ambiental. El mercurio es un metal volátil que se evapora fácilmente llegando a la atmósfera.

## Procesos del mercurio
La mayor parte del mercurio natural se encuentra como cinabrio (HgS). En este compuesto, el mercurio (Hg+2) está unido fuertemente al sulfuro, liberándose lentamente hacia el ambiente. También existen trazas de mercurio en el carbón, liberándose a la atmósfera al ser utilizado como combustible. Los volcanes e incendios forestales también constituyen otra fuente de mercurio.
Las fábricas de cloro, entre otras fuentes, también liberan mercurio hacia la atmósfera. Este mercurio es depositado de vuelta en la tierra y el agua. El mercurio inorgánico puede ser convertido por algunas bacterias en el catión organometálico conocido como metilmercurio (MeHg+), acumulándose en los peces. 

## Contaminación ambiental por mercurio

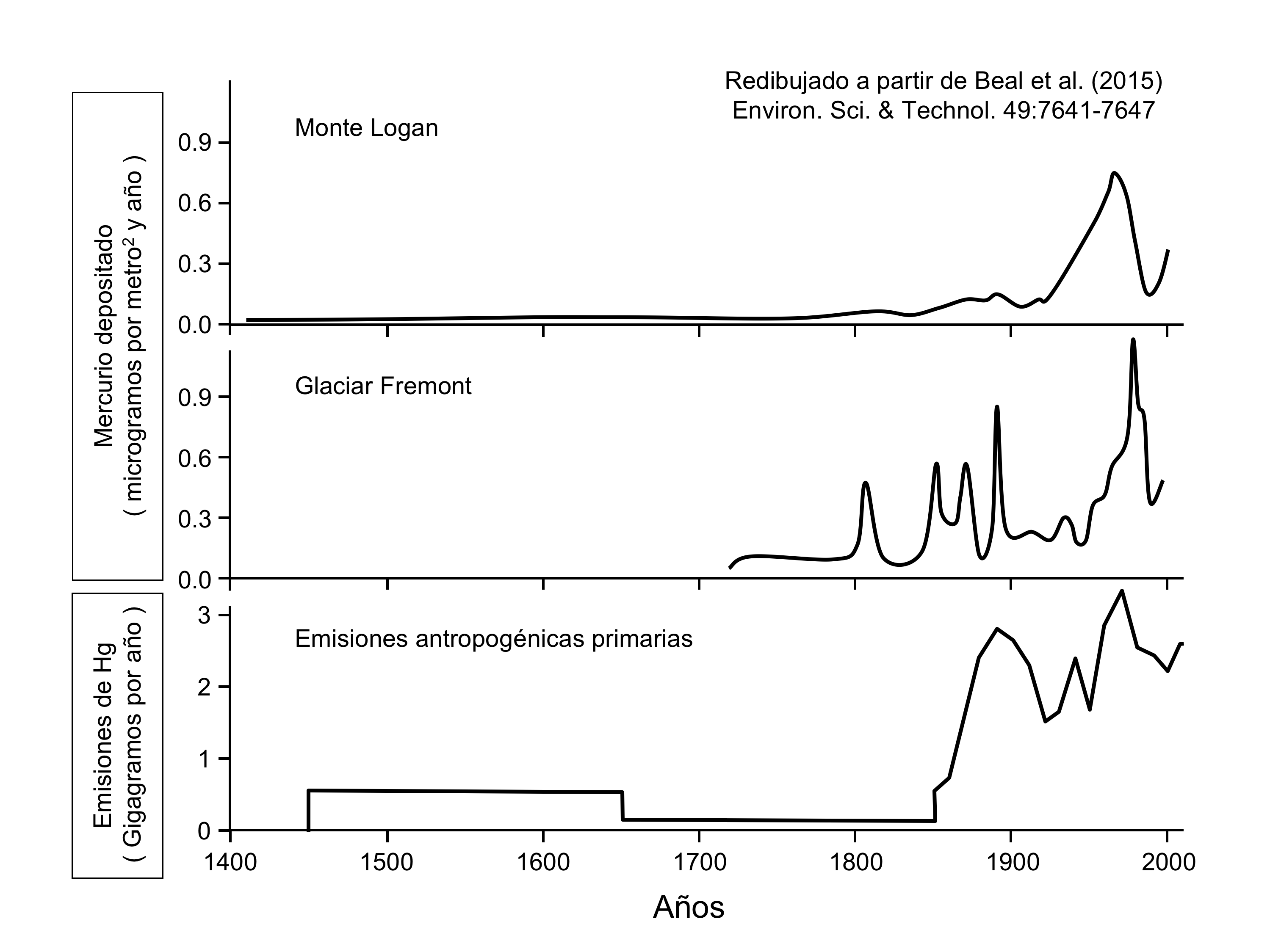
Mercurio medido en el hielo del Monte Logan y en el glaciar Fremont y Hg emitido de origen antropogénico. Figura redibujada a partir del original publicado por Beal et al. (2015).

Las emisiones de mercurio (Hg) a la atmósfera se distribuyen globalmente y contaminan todos los ecosistemas. La contaminación por mercurio se ha incrementado globalmente a partir de actividades humanas y se ha convertido en una preocupación importante en el Ártico.  El Hg procede de actividades humanas (combustión del carbón, minería directa de Hg, plata y oro) y actividades naturales (vulcanismo, por ejemplo). Las emisiones producen mayoritariamente Hg0, con menor cantidad de Hg2+. El Hg depositado puede ser reemitido a la atmósfera mediante su intercambio entre el océano y el aire o la combustión de biomasa.
El ciclo del mercurio y la contaminación ambiental puede ilustrarse con el mercurio almacenado en el hielo del monte Logan (5340 m sobre el nivel del mar; Yukon, Canadá), que desde el año 1400 hasta 1998 ha sido medido con precisión.  La mayoría de la acumulación de mercurio de origen antropogénico durante 600 años se produjo en el Monte Logan durante el siglo XX y especialmente entre 1940 y 1975. El aumento de Hg entre 1993 y 1998 (final del muestreo) puede reflejar el aumento de emisiones a la atmósfera por la combustión de carbón en Asia y la minería a pequeña escala de los países en desarrollo, que se ha estimado que continúa hasta la actualidad. La recolecta y estudio de nuevas muestras de hielo es urgente debido a la desaparición acelerada de los glaciares.
Existe riesgo de aumento de la concentración de mercurio en el Ártico debido al cambio climático. El Permafrost es un almacén importante del mercurio depositado durante los últimos siglos.

## Biomagnificación ambiental del mercurio

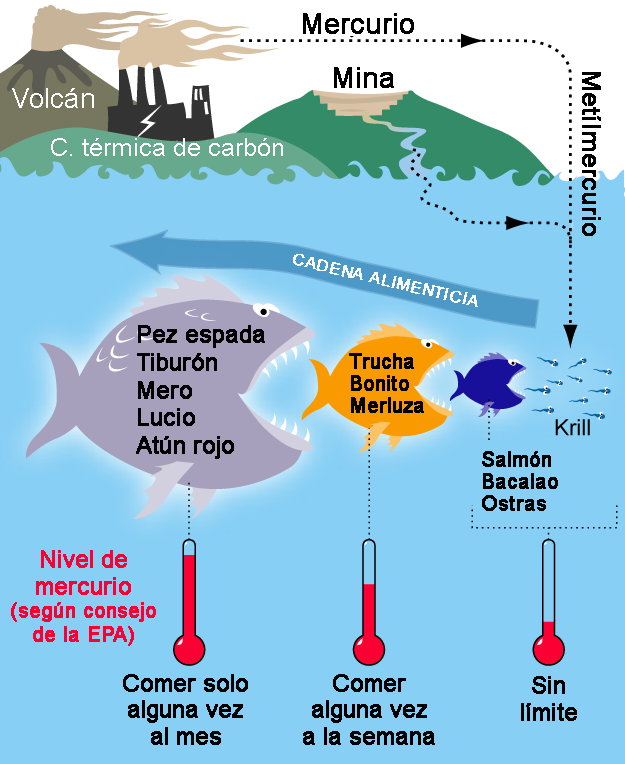
Presencia de mercurio en la cadena de alimentación.

Los peces y bivalvos concentran mercurio en sus organismos, a menudo como metilmercurio, un compuesto orgánico del mercurio que es sumamente tóxico. Las investigaciones realizadas han permitido determinar que los productos marinos pueden contener concentraciones diversas de metales pesados, particularmente mercurio y contaminantes solubles en grasas provenientes de la contaminación del agua. Las especies de peces que son longevas y que ocupan un sitial elevado en la cadena alimentaria contienen concentraciones de mercurio más elevadas que otras especies. La presencia de mercurio en los peces puede tener repercusiones sobre la salud de los seres humanos, especialmente de aquellas mujeres que están embarazadas o que pueden quedar embarazadas, madres que están dando el pecho, y bebés (véase envenenamiento por mercurio).

.